# Ауелбек Кониратбаєв
Ауелбек Кониратбаєв (каз. Әуелбек Қоңыратбаев; 10 вересня 1905, Сирдар'їнська область, Туркестанський край — 27 січня 1986) – казахський радянський учений-тюрколог, доктор філологічних наук, професор. Член Спілки письменників СРСР.

## Біографія
Народився у сучасному Чиїлійському районі Кизилординської області Казахстану. У 1925 році закінчив Ташкентський казахський інститут освіти, у 1935 році — Всесоюзний комуністичний інститут журналістики імені «Правди», у 1943 році — Казахський педагогічний інститут імені Абая.
У ранній молодості працював у ташкентських казахськомовних газетах «Жас Алаш» й «Ак жол». Тоді ж вийшли друком його перші художні твори (оповідання та вірші). У студентські роки побував у своїй першій фольклорній експедиції під керівництвом А. А. Диваєва.
У 1944 році став аспірантом і молодшим науковим співробітником Казахської філії Академії наук СРСР (зараз НАН РК). З 1946 року очолював відділ рукописів Інституту мови та літератури Академії наук КазРСР. Після постанови ЦК ВКП(б) Казахстану від 21 січня 1947 року «Про грубі політичні помилки у роботі інституту Мови та літератури АН КазРСР» було виселено з Алмати разом з багатьма іншими вченими. Проте, у 1948 році Кониратбаєв взяв участь у створенні академічного видання «Історія казахської літератури (фольклор, т. 1)», для якого разом з М. О. Ауезовим написав розділ про казахський ліричний епос. У різні роки працював викладачем Казахського державного університету, КазПІ та Кизилординського педінституту (нині перетворений на Кизилординський університет імені Коркита).

## Наукова діяльність
Основні праці Кониратбаєва присвячені вивченню казахського фольклору та давньотюркської поезії, викладанню казахської літератури у школах: «Бібліографічний покажчик казахської радянської літератури (1917—1947)» (1950), «Поезія Шолпан Іманбаєвої» «Кози Корпеш — Баян Сулу» (1959), «Нариси викладання казахської літератури» (1962), «Методика викладання казахської літератури» (1966), «Епос й оповідач» (1975), «Майстерність письменника» (1979). Деякі з них були видані вже після смерті вченого: «Епос і тюркологія» (1987), «Історія казахського фольклору» (1991), «Пам'ятники стародавньої писемності» (1991), «Романтизм Абая» (1993), «Історія казахської літератури» (1994).
Однією зі сфер наукових інтересів Кониратбаєва стали проблеми спадкоємності казахської літератури у загальнотюркській та східній літературних традиціях. Низка абаєзнавчих праць вченого присвячені зв'язку творчості Абая Кунанбаєва зі східною літературою, зокрема поезією Алішера Навої та філософією Аль-Фарабі.

## Літературна діяльність
Автор поем «Қыз бәйгесі», «Жеті алып» і «Шардара», а також інших поетичних творів.
Переклав казахською мовою твори О. С. Пушкіна, М. Ю. Лермонтова, східну поему Беділя «Комде та Модан», «Туті-наме», «Книгу мого діда Коркута», повість М. С. Тихонова «Вамбері» й оповідання Д. Н. Мамін-Сибіряка «Абоз ат».

## Нагороди
- Орден «Знак Пошани» (1961)
- Почесна грамота Верховної Ради Української РСР (1975)
- Численні медалі
- Знак «Відмінник народної освіти Казахської РСР» (1975)

## Пам'ять
Його іменем названо вулиці у різних містах Казахстану, а також загальноосвітня школа № 48 у його рідному Чиїлійському районі.
У 2005 році до 100-річного ювілею вченого вийшло друком повне зібрання творів у десяти томах, а також пройшли наукові конференції в Євразійському національному університеті імені Гумільова (Астана) та Кизилордінському університеті імені Коркит ата.